# Triumfetta pilosa
Triumfetta pilosa är en malvaväxtart som beskrevs av Albrecht Wilhelm Roth. Triumfetta pilosa ingår i släktet triumfettor, och familjen malvaväxter.

## Underarter
Arten delas in i följande underarter:
- T. p. tricuspidata
- T. p. effusa
- T. p. glabrescens
- T. p. tomentosa